# Spinocerura
Genre
Spinocerura est un genre de collemboles de la famille des Isotomidae.

## Liste des espèces
Selon Checklist of the Collembola of the World (version du 4 septembre 2019) :
- Spinocerura capillata Salmon, 1941
- Spinocerura dreuxi (Delamare Deboutteville & Massoud, 1966)

## Publication originale
- Salmon, 1941 : The Collembolan fauna of New Zealand, including a discussion of its distribution and affinities. Transactions and Proceedings of the Royal Society of New Zealand, vol. 70, p. 282-431.